# Továrna na absolutno
Továrna na absolutno je první antiutopistický román Karla Čapka. Poprvé byl vydán v roce 1922. Druhé vydání z roku 1926 bylo doplněno o předmluvu autora. Původně však dílo vycházelo na pokračování v Lidových novinách ve formě fejetonů. Děj románu líčí události kolem vynálezu zvláštního karburátoru, který dokonalým spalováním hmoty uvolňuje nejen elektrony, ale i tajemné všeovládající absolutno – boha.

## Zajímavosti
Dílo mělo mnoho kritiků, kteří autorovi vyčítali, že se nejedná o román se souvislým dějem. Některé kapitoly jsou viditelně protahované, což se projevuje na gradaci děje. V předmluvě ke druhému vydání Čapek kritiku přijímá a vysvětluje, že původně měl v plánu po dokončení R.U.R. napsat fejeton do novin. Ten se nakonec rozrostl na šest fejetonů, které po odevzdání do novin a otištění postupně doplňoval o další kapitoly, vycházející na pokračování. Tak vznikl, jak Čapek sám říká, „fejetonový seriál“.
V reakci na Čapkovo dílo napsal Jiří Haussmann román Velkovýroba ctnosti, který vyšel také v roce 1922.

## Děj
Inženýr Marek vynalezne zázračný stroj „Karburátor“, který dokáže získávat energii rozkládáním hmoty. Vedlejším produktem tohoto procesu je vytvoření Absolutna, esence, která působí na lidi kolem. Ti se vlivem účinku této božské síly obracejí na víru, konají zázraky, chovají se ušlechtile a jsou šťastní. Brzy se tento stroj začne šířit po celém světě, kde nastává ohromný nárůst výroby a náboženské víry. Po čase se ale vše obrátí a kvůli nadbytku výrobků se hroutí světový trh. Snaha lidí zarputile prosazovat svou víru skončí krvavými náboženskými válkami a nastává všeobecný světový chaos, tzv. „Největší válka“, do které je zapojen celý svět. Lidé se postupně snaží svět od záhadných karburátorů očistit, válka však nemá jasného vítěze.